# Aguarès

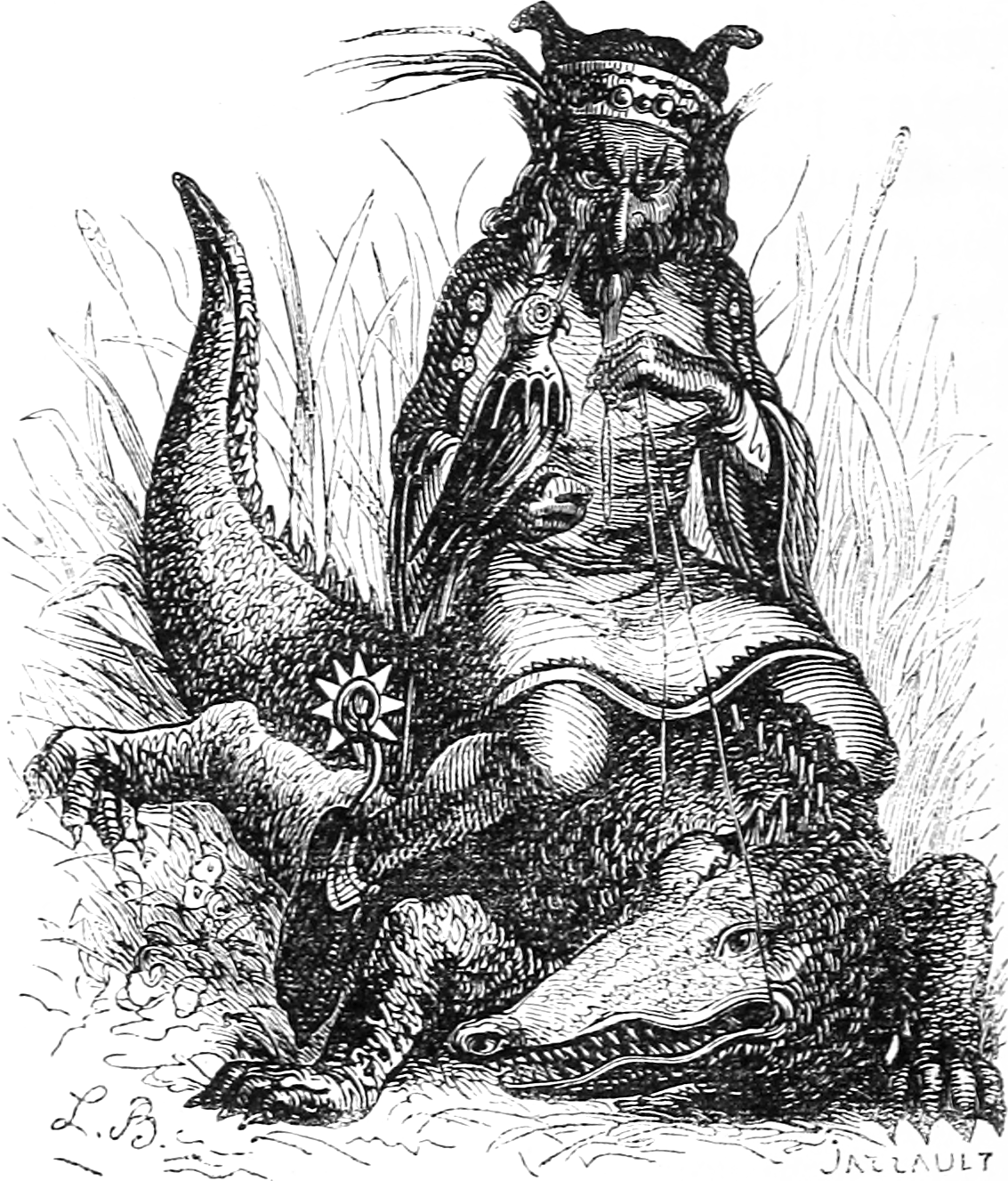
Agares (Collin de Plancy, Dictionnaire infernal, Paris, 1863).

Aguarès ou Agares est un démon issu des croyances de la goétie, science occulte de l'invocation d'entités démoniaques. 
Le Lemegeton le mentionne en 2e position de sa liste de démons. Selon l'ouvrage, Aguarès est un duc et est sous le pouvoir de l'Orient. Il gouverne 31 légions d'esprits. Il a l'aspect d'un gentilhomme qui chevauche un crocodile, un épervier au poing. Il rassemble les fuyards de l'armée infernale et les fait revenir à l'attaque. Il donne le don des langues et a le pouvoir de causer des tremblements de terre.
La Pseudomonarchia Daemonum le mentionne également en 2e position de sa liste de démons et lui attribue des caractéristiques similaires.

## Bibliographie

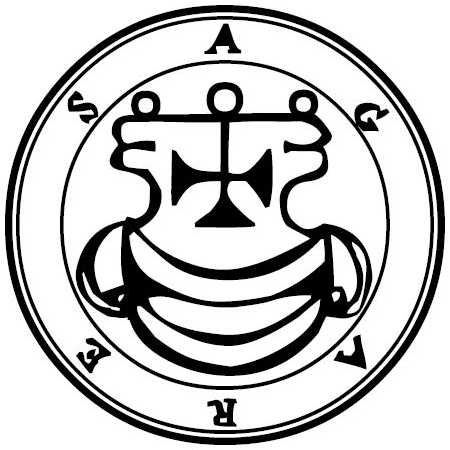
Le sceau d'Aguarès selon Mathers.